# Sphaeromeria potentilloides
Sphaeromeria potentilloides là một loài thực vật có hoa trong họ Cúc. Loài này được (A.Gray) A.Heller miêu tả khoa học đầu tiên năm 1900.